# Chris Reifert
Chris Reifert (n. 23 februarie 1969, Concord, California, SUA) este un muzician american, fondatorul formației de death metal Autopsy și unul dintre pionierii genului death doom. La începutul carierei, a fost baterist al formației Death pe albumul de debut Scream Bloody Gore. După ce vocalistul Chuck Schuldiner a decis să plece în Florida în 1987, Reifert a rămas în San Francisco Bay Area, iar în același an a înființat Autopsy. Acesta a fost atât vocalistul, cât și bateristul formației. După patru albume de studio, Autopsy a fost desființată în 1995. Reifert și colegul său, Danny Coralles⁠(d), au continuat să cânte în cadrul unui proiect muzical secundar intitulat Abscess⁠(d). După destrămarea formației în 2010, Autopsy a fost reînființată și în prezent continuă să producă albume și să participe la turnee.
Reifert este cunoscut și pentru numeroasele sale proiecte secundare, inclusiv The Ravenous, Doomed, Eat My Fuk și Violation Wound. De asemenea, a fost invitat să cânte pe albumul Sinfonias del Terror Ciego al formației Machetazo⁠(d) și pe Ravenous, Murderous al grupului Murder Squad⁠(d).

## Formații
- Burnt Offering – baterie
- Death – baterie
- Autopsy – baterie, voce, bas
- Abscess – baterie, voce, bas
- The Ravenous – baterie, chitară, voce
- Eat My Fuk – baterie, voce
- Doomed – baterie
- Violation Wound – chitară, voce
- Painted Doll – baterie, chitară, bas

## Discografie

### Burn Offering
- Demo 1 (1985)
- Frightmare (1985)

### Death
- Mutilation (1986)
- Scream Bloody Gore (1987)

### Autopsy
- 1987 Demo (1987)
- Critical Madness (1988)
- Severed Survival (1989)
- Retribution for the Dead (1991)
- Mental Funeral (1991)
- Fiend for Blood (1992)
- Acts of the Unspeakable (1992)
- Shitfun (1995)
- Ridden with Disease (2000)
- Torn from the Grave (2001)
- Dead as Fuck (2004)
- Horrific Obsession (2009)
- The Tomb Within (2010)
- Macabre Eternal (2011)
- All Tomorrow's Funerals (2012)
- The Headless Ritual (2013)
- Tourniquets, Hacksaws & Graves (2014)
- Skull Grinder (2015)

### Doomed
- Hematomania (1991)
- Broken (1993)

### Abscess
- Abscess (1994)
- Raw, Sick, and Brutal Noize (1994)
- Crawled Up from the Sewer (1995)
- Filthy Fucking Freaks (1995)
- Urine Junkies (1995)
- Seminal Vampires and Maggot Men (1996)
- Open Wound (1998)
- Throbbing Black Werebeast (1998)
- Tormented (2000)
- Album split cu Deranged (2001)
- Album split cu Machetazo (2001)
- Through the Cracks of Death (2002)
- Thirst for Blood, Hunger for Flesh (2004)
- Damned and Mummified (2004)
- Album split cu Bloodred Bacteria (2005)
- Horrorhammer (2007)
- Album split cu Bonesaw (2008)
- Dawn of Inhumanity (2010)

### The Ravenous
- Assembled in Blasphemy (2000)
- Three on a Meathook (2002)
- Blood Delirium (2004)

### Eat My Fuck
- Wet Slit and a Bottle of Whiskey (2003)
- Fuk You, It's Eat My Fuk! (2009)

### Violation Wound
- Violation Wound (2014)
- Broken Idol/Elimination Time (2015)
- Open Up And Burn (2016)
- With Man In Charge (2018)

### Painted Doll
- Painted Doll (2018)
- How to Draw Fire (2020)

## Filmografie
- Autopsy – Dark Crusades (2006)
- Death - Death by Metal (2016)